# Schuh- und Lederwarenstepper
Der Schuh- und Lederwarenstepper war in Deutschland von 1964 bis 2011 ein staatlich anerkannter, zweijähriger Ausbildungsberuf nach Berufsbildungsgesetz (BBiG).
Die Ausbildungsvorschriften wurden im Jahr 2010 modernisiert. Im Ergebnis entstand zum 1. August 2011 ein neuer Ausbildungsberuf, die Fachkraft für Lederverarbeitung, so dass der Schuh- und Lederwarenstepper aufgehoben wurde.